# Amersham (métro de Londres)
Amersham est une station de la Metropolitan line, du métro de Londres. C'est le terminus de la branche Amersham, en zone 9 hors de la limite du Grand Londres. Elle est située à Amersham dans le district Chiltern, sur le territoire du Comté de Buckinghamshire.

## Situation sur le réseau
Terminus nord de la branche Amersham de la Metropolitan line.

## Histoire
La station est mise en service le 1er septembre 1892.

## À proximité
- Amersham